# Lalala
"Lalala" é uma canção do produtor americano Y2K e do rapper canadense bbno$, lançada como single em 7 de junho de 2019. É o primeiro duo a estrear em uma parada musical dos Estados Unidos, atingindo a 84ª colocação na Billboard Hot 100.

## História
"Lalala" foi lançada em julho de 2019. Na composição de Ari Starace e Alexander Gumuchian, o eu-lírico ressalta sua classe social elevada, dizendo que está "vestindo Gucci" e possui "Cartão American Express, sem limite". Para promover o lançamento da canção, Y2K e bbno$ criaram histórias falsas sobre como eles se encontraram e após as enviaram para blogs, incluindo o Lyrical Lemonade. Em três meses, o vídeo ultrapassou 100 milhões de visualizações na plataforma de vídeos YouTube. Carl Lamarre, da Billboard, afirmou que a faixa possui uma "melodia divertida".

## Remix

Cena do videoclipe do Y2K e bbno$.

Em outubro de 2019, foi lançado um remix de "Lalala" com a cantora e compositora canadense Carly Rae Jepsen e do cantor de pop latino Enrique Iglesias.

## Desempenho nas paradas musicais
| Parada (2019)                             | Melhor posição |
| ----------------------------------------- | -------------- |
| Argentina (Hot 100)                       | 98             |
| Austrália (ARIA)                          | 16             |
| Áustria (Ö3 Austria Top 75)               | 38             |
| Bélgica (Ultratop 50 de Flandres)         | 14             |
| Bélgica (Ultratop 50 da Valônia)          | 20             |
| Canadá (Canadian Hot 100)                 | 10             |
| República Checa (Singles Digitál Top 100) | 5              |
| Dinamarca (Tracklisten)                   | 26             |
| Finlândia (Suomen virallinen lista)       | 16             |
| França (SNEP)                             | 14             |
| Alemanha (Offizielle Deutsche Charts)     | 46             |
| Hungria (Stream Top 40)                   | 7              |
| Irlanda (IRMA)                            | 36             |
| Israel (Media Forest)                     | 2              |
| Israel (Galgalatz)                        | 2              |
| Itália (FIMI)                             | 17             |
| Países Baixos (Single Top 100)            | 36             |
| Nova Zelândia (Recorded Music NZ)         | 16             |
| Noruega (VG-lista)                        | 23             |
| Portugal (AFP)                            | 7              |
| Escócia (Scottish Singles Chart)          | 90             |
| Eslováquia (Singles Digitál Top 100)      | 2              |
| Espanha (PROMUSICAE)                      | 42             |
| Suécia (Sverigetopplistan)                | 55             |
| Suíça (Schweizer Hitparade)               | 26             |
| Reino Unido (UK Singles Chart)            | 32             |
| EUA (Billboard Hot 100)                   | 55             |

## Certificados
| Região | Certificação | Vendas   |
| --- | ------------ | -------- |
| Austrália (ARIA) | Platina      | 70,000^  |
| Itália (FIMI) | Ouro         | 25,000‡  |
| Nova Zelândia (RMNZ) | Ouro         | 15,000*  |
| Estados Unidos (RIAA) | Ouro         | 500,000‡ |
| *números de vendas baseados somente na certificação ^distribuições baseadas apenas na certificação ‡vendas+valores de streaming baseados somente na certificação |              |          |